# لا بیسبال دل
لا بیسبال دل (به اسپانیایی: La Bisbal del Panadés) یک منطقهٔ مسکونی در اسپانیا است که در بایکس پنس واقع شده‌است. لا بیسبال دل ۳۲٫۵ کیلومتر مربع مساحت دارد ۱۸۹ متر بالاتر از سطح دریا واقع شده‌است.